# 대한민국 제6대 대통령 선거 정의당 후보 선출
대한민국 제6대 대통령 선거 정의당 후보 선출은 1967년 대한민국 대통령 선거를 위해 정의당의 후보를 선출한 것을 말한다.

## 배경
제5대 대통령 선거 직후 변영태는 정계를 은퇴하고 당의 주역들이 당을 떠나며 정민회는 혼란을 겪었다. 정민회는 그 다음 치러진 제6대 총선에서 단 한 명의 후보도 당선시키지 못하는 등, 군소 정당으로 전락하게 됐다. 그러나 1965년에 열린 광주시 갑 국회의원 보궐 선거에서 유수현 후보가 당선돼 1석의 의석을 얻게 되기도 했다.
이같이 당이 어려워지자 당의 일부는 군소 정당 통합 운동에 가담할 것을 주장하였다. 1967년 군소 정당들이 통합하여 대중당이 창당되자 정민회 일부는 여기 합류하고 정민회가 대중당에 흡수되었다고 주장했으나, 정민회는 이를 부인하고 독자 후보 추대를 결정했다.

## 후보 선출
정민회는 1967년 3월 30일 전당대회를 열어 정의당으로 당명을 개칭하고 이세진을 당 대표 및 대통령 후보에 추대했다.
이세진 후보는 선관위에 후보 등록을 할 때 본적, 주소, 그리고 '한문 수학'이라는 학력 등 세 가지 정보만을 적어냈으며, 만주에서 독립 운동을 했었다고 하는 것 외에는 알려진 것이 전무한 인사였다.

## 같이 보기
- 대한민국 제6대 대통령 선거